# 洛拉山坳

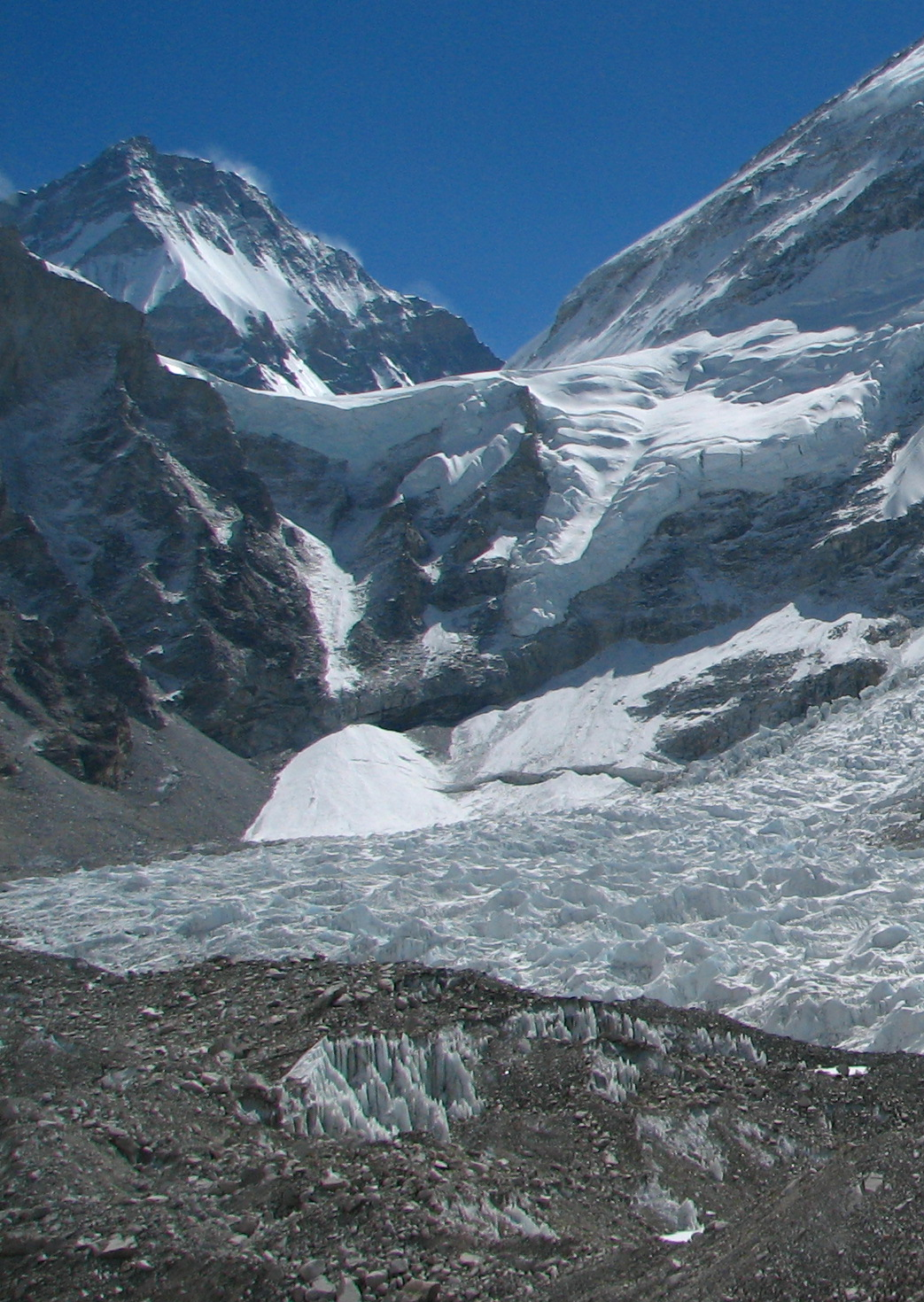
洛拉山坳位於坤布冰瀑轉為冰川之處。背後為章子峰與珠峰西部山脊。

洛拉山坳（英語：Lho La）是位於尼泊爾與西藏邊界、西冰斗北方的一處山坳，鄰近珠穆朗瑪峰。此山坳為珠峰西部山脊的最低點，海拔6,006（19,704英尺）。

## 歷史與名稱

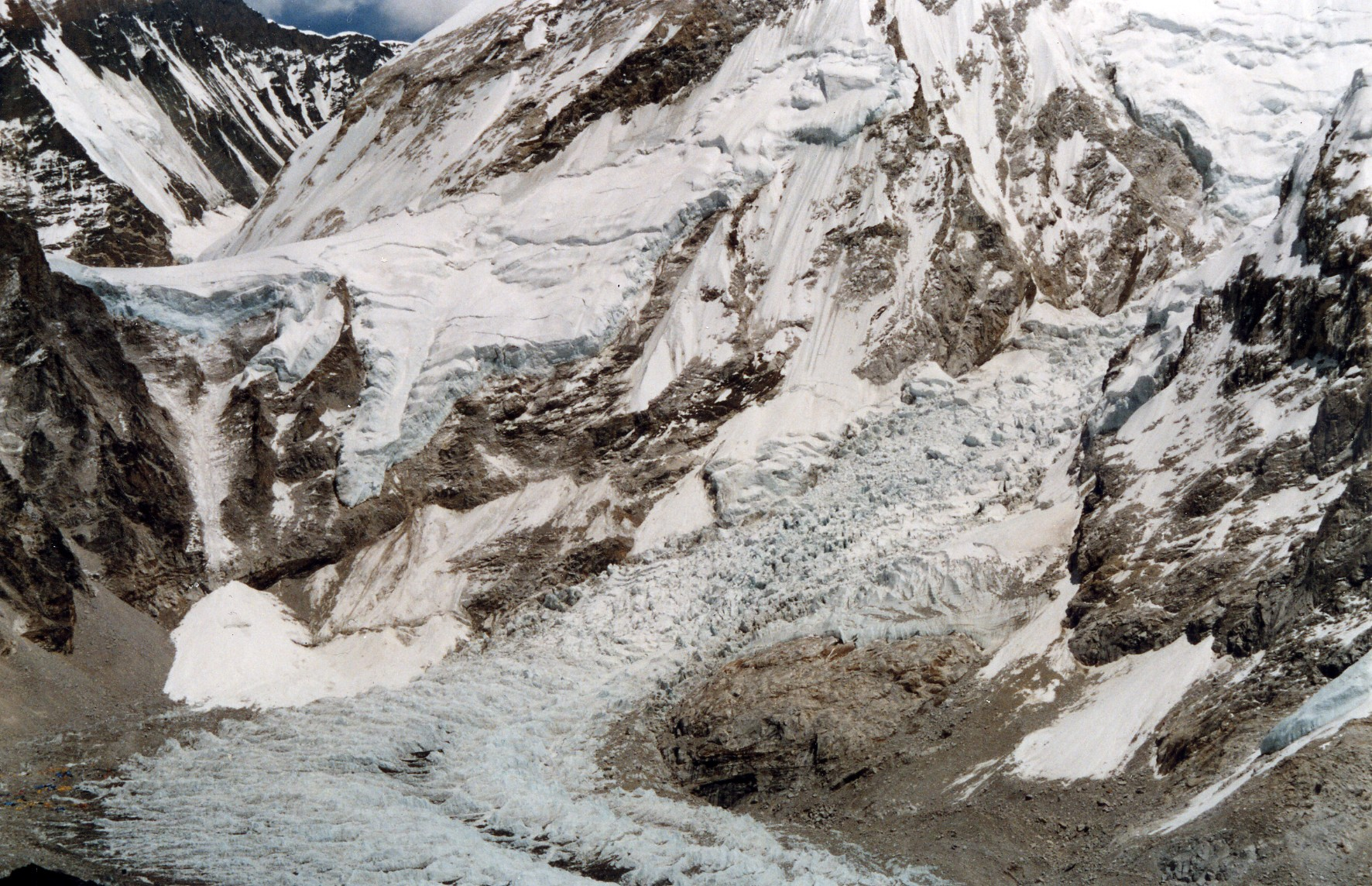
洛拉山坳（中左側）

歷史上，珠峰的冰川比現今還多，此時洛拉山坳沒有那麼陡峭，而作為穿越珠峰西部山脊最低點的通道，以利尼泊爾與西藏的商人穿越南崎巴札與崗嘎鎮之間。然而隨著冰川的減少，這些商人的往來通道改成位於洛拉山坳西方的囊帕拉山口。
隨後在1952年瑞士珠穆朗瑪峰遠征時，提出「洛拉」（意為「南方的通道」）並不是個滿意的名稱，因為該處位於珠峰西邊；他們提出了合適的名稱「坤布拉」（Khumbu La），作為坤布冰川的起始處，然後提議將「洛拉」用在洛子峰與珠峰間的南坳。不幸的是，囊帕拉山口在過去已被稱為「坤布拉」，而且此時偶而還用該名稱呼該山坳。英國隊員在情感上反對改名，且無法接受新名稱。

## 從西藏方向抵達

珠穆朗瑪峰區域簡圖，顯示峰頂西邊5公里處的洛拉山坳。

首次探索洛拉山坳的西方探險者為1921年英國珠穆朗瑪峰勘察探險隊的喬治·馬洛里及蓋伊·布洛克，但只有布洛克實際抵達洛拉山坳。他們曾經探索西藏的西絨布冰川，希望可以找到抵達珠峰峰頂的途徑。由於此山坳位於他們所在位置的南方，因此只簡單命名為「洛拉」（「南方的通道」之意）。這種自我中心的決定，往後帶來了種種上段所描述的難題。洛拉山坳是珠峰西部山脊及其西冰斗的抵達方法，但他們認為這些地方並非登頂的可行路徑。
比爾·提爾曼及艾德蒙·威格拉姆（Edmund Wigram）也曾在1935年英國珠穆朗瑪峰勘察探險隊中探索過洛拉山坳，但如同1921年探險一樣，他們也選擇北坳嘗試進行登頂。

### 來源
- Davis, Wade（英语：Wade Davis (anthropologist)）. . Random House. 2012. ISBN 978-0099563839.
- Kurz, Marcel. . London: Swiss Foundation for Alpine Research. George Allen & Unwin. 1953: 8  [30 August 2014].
- McCue, Gary. . Seattle: Mountaineers Books. 2010  [31 August 2014]. ISBN 978-1594852664.
- Murray, W. H.（英语：W. H. Murray）. . J. M. Dent & Sons. 1953.
- Unsworth, Walt. . Seattle, WA, USA: Mountaineers Books. 2000. ISBN 978-0898866704.